# Robinson 2023 (vår)
Vårsäsongen av Robinson 2023 var den 23:e säsongen av Robinson. Säsongen hade premiär den 19 mars 2023 på TV4 och C More och avslutades den 28 maj 2023. Programledare för säsongen är Anders Lundin, som var programledare för Expedition Robinson (det tidigare namnet på serien) mellan 1999 och 2003. I 42 dagar tävlade 22 deltagare om att vinna Robinson-statyetten och 500 000 kr. Nyhet denna säsong var att vinnaren av Gränslandet, den sista personen att ta sig tillbaka från  Gränslandet, Amanda Eliasson, blev 25 000 kr rikare. Vinnaren blev Oskar Hammarstedt från Kosta som därmed kammade hem Robinson-statyetten och 500 000 kr.

## Deltagare
Nytt för denna säsong var att lagen delades in utifrån ålder: ett lag med de yngre deltagarna och ett med de äldre – med den yngsta respektive äldsta deltagaren som startkapten för respektive lag. Oskar Hammarstedt är den första i Robinsons historia som har fått upp en eld utan tändstål och glasbit.
| Namn                  | Ålder | Ort             | Slutplacering | Elimineringsdag      |
| --------------------- | ----- | --------------- | ------------- | -------------------- |
| Oskar Hammarstedt     | 31    | Kosta           | 1             | Vinnare              |
| Sanna Strand          | 50    | Gävle           | 2             | 42                   |
| Pernilla Block        | 50    | Fiskebäckskil   | 2             | 42                   |
| Amanda Eliasson       | 29    | Sällsjö         | 4             | 41                   |
| Elin Ambrosiani       | 40    | Huddinge        | 5             | 41                   |
| Sophie Sörkvist       | 27    | Stockholm       | 6             | 40                   |
| Christopher Da Silva  | 24    | Vänersborg      | 7             | 39                   |
| Camilla Salen Sjögren | 58    | Båstad          | 8             | 38                   |
| Caroline Persson      | 24    | Stockholm       | 9             | 38                   |
| Erik Wahrolen         | 39    | Stockholm       | 10            | 38                   |
| Dennis Boelius        | 42    | Uppsala         | 11            | 37                   |
| Camilla Widing        | 52    | Hallsberg       | 12            | 37                   |
| Marcus Edensky        | 36    | Påskön          | 13            | 36                   |
| Dennis Johansson      | 23    | Åby             | 14            | 35                   |
| Alva Trané            | 23    | Hudiksvall      | 15            | 28 (lämnade)         |
| Zeki Demir            | 46    | Södertälje      | 16            | 23 (Diskvalificerad) |
| Fabian Turkaij        | 55    | Göteborg        | 17            | 23                   |
| Christina Onuora      | 27    | Solna           | 18            | 19                   |
| Anna Stomsi           | 44    | Stockholm       | 19            | 15                   |
| Peter Andersson       | 68    | Västra Frölunda | 20            | 11 (Diskvalificerad) |
| Amanda Högvik         | 27    | Stockholm       | 21            | 8 (lämnade)          |
| Salam Al Zerkani      | 36    | Gustavsberg     | 22            | 3 (lämnade)          |